# Literaturjahr 1766
Liste der Literaturjahre

◄◄ | ◄ | 1762 | 1763 | 1764 | 1765 | Literaturjahr 1766 | 1767 | 1768 | 1769 | 1770 | ► | ►►

Weitere Ereignisse
Dieser Artikel behandelt das Literaturjahr 1766.

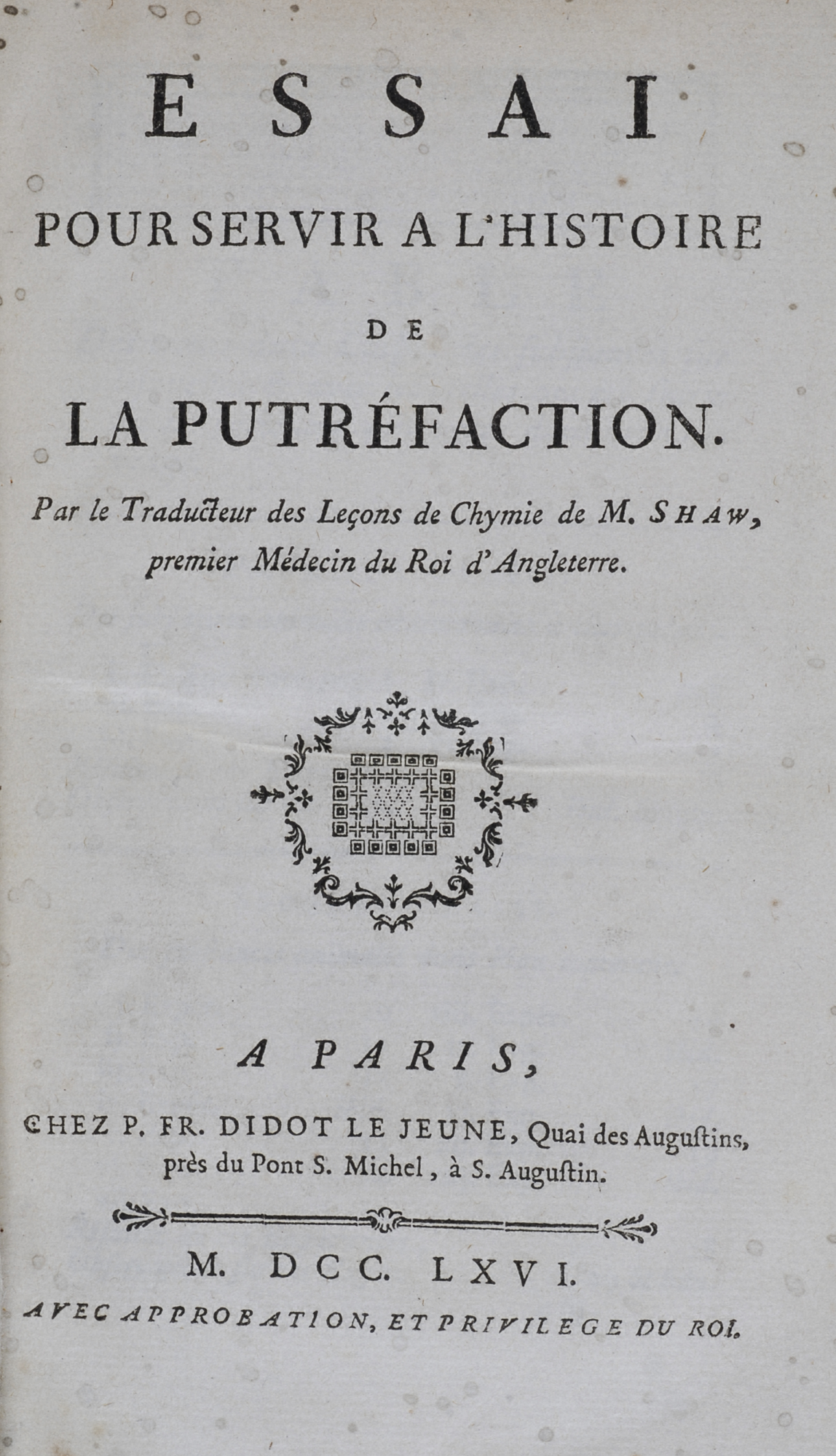
Essai pour servir a l’histoire de la putréfaction, Geneviève Thiroux d’Arconville, 1766

## Ereignisse

### Prosa

Christoph Martin Wieland in seiner Zeit als Biberacher Kanzleiverwalter, Gemälde von Oswald May

- Der erste Band des zweibändigen Romans Geschichte des Agathon von Christoph Martin Wieland erscheint. Er gilt als der erste große Bildungs- und Erziehungsroman in der deutschen Literatur und als Vorläufer des modernen psychologischen Romans.
- Oliver Goldsmiths Empfindsamkeitsroman Der Pfarrer von Wakefield wird in einer zweibändigen Ausgabe erstmals veröffentlicht. Der erfolgreiche Roman beeinflusst die englische Literatur ebenso wie Johann Wolfgang von Goethe und Arthur Schopenhauer.
- Mehr als 50 Jahre nach dem Tod des Autors Pu Songling erscheint das Werk Liaozhai Zhiyi (etwa: Seltsame Geschichten aus dem Liao-Studierzimmer), eine Sammlung von ca. 500 Geschichten, erstmals in Druck. In der Literaturgeschichte Chinas gilt das Liaozhai Zhiyi als Höhepunkt der klassischen Erzählung. Die Sammlung bildet jedoch auch den Endpunkt der traditionellen chinesischen Erzählung in klassischem Chinesisch.

### Drama
- Voltaire verfasst innerhalb von zehn Tagen die Tragödie Les Scythes. Die Skythen und ihre archaischen Gesetze stehen dabei für die calvinistische Gesellschaft in Genf, wie der Autor in einem Brief vom 8. Dezember bestätigt.

### Periodika
- In Arnsberg erhält am 6. Oktober nicht zuletzt auf Betreiben des Hofrates Johann Wilhelm Arndts der Drucker Eberhard Herken das kurfürstliche Privileg nicht nur für einen Verlag und eine Druckerei, sondern auch für die Herausgabe eines Intelligenzblattes. Das Arnsbergische Intelligenzblatt ist die erste regelmäßig erscheinende Zeitschrift im Herzogtum Westfalen und erscheint zweimal wöchentlich.

- Die 1763 gegründete Kurpfälzische Akademie der Wissenschaften gibt die Acta Academiae Theodoro-Palatinae heraus, die erste wissenschaftliche Zeitschrift der Kurpfalz.

### Religion

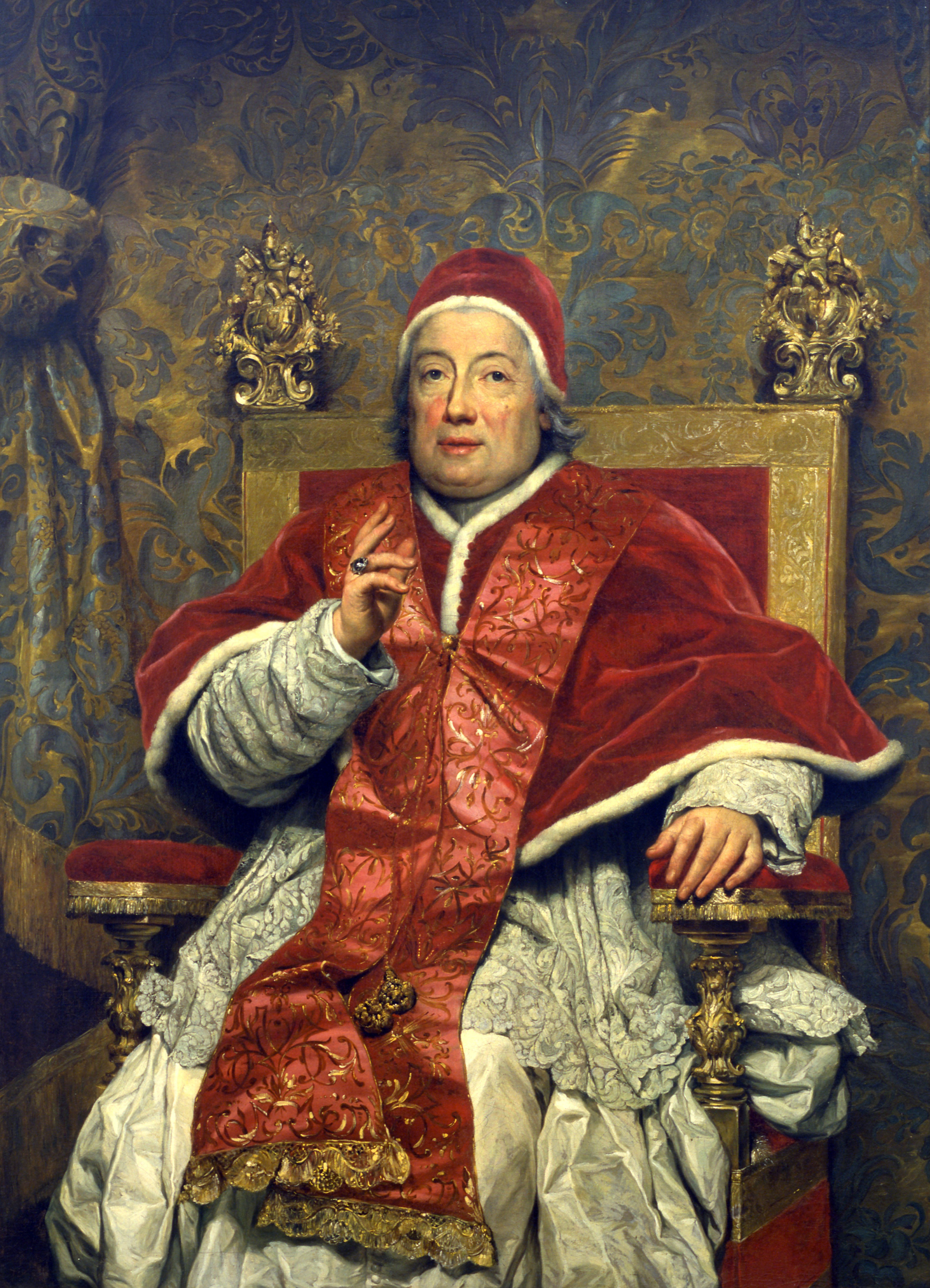
Papst Clemens XIII.

- 25. November: In der Enzyklika Christianae reipublicae äußert sich Papst Clemens XIII. über die Gefahren antichristlicher Schriftstücke und bezeichnet deren Herausgeber als Schlangen.

### Wissenschaftliche Werke

#### Kunsttheorie
- In seiner Schrift Laokoon oder über die Grenzen der Mahlerey und Poesie  versucht Gotthold Ephraim Lessing, die grundlegenden künstlerischen Unterschiede zwischen bildender Kunst und Dichtkunst herauszuarbeiten. Die Abhandlung erlangte einen außerordentlichen Einfluss auf die bildende Kunst und die Kunsttheorie.

#### Literaturwissenschaft
- Heinrich Wilhelm von Gerstenberg beginnt mit der Veröffentlichung seines vierbändigen Werks Briefe über Merkwürdigkeiten der Litteratur (auch genannt Schleswigsche Literaturbriefe), in denen er sich mit der Literatur des Sturm und Drang auseinandersetzt.
- In Leiden wird die Maatschappij der Nederlandse Letterkunde (Society of the Dutch Literary) gegründet. Die exklusive wissenschaftliche Gesellschaft, eine der ältesten der Niederlande überhaupt, widmet sich der Erforschung der niederländischen Literatur und hat noch heute ihren Sitz in Leiden. Die Bibliothek der MNL umfasst mehr als 100.000 Titel, dazu kommen alte Handschriften, darunter 300 aus dem Mittelalter, neuere Manuskripte und Briefwechsel.

#### Naturwissenschaften
- George Stubbs publiziert in London sein Werk The Anatomy of the Horse mit 18 eigenhändigen Kupferstichen und einem umfangreichen Kommentar. Das Buch, das seit Ersterscheinen immer wieder plagiiert worden ist, ist mehrmals fast unverändert – mit  leichten Anpassungen an den aktuellen Sprachgebrauch – wiederaufgelegt worden, das letzte Mal 2005.
- Die Chemikerin Geneviève Thiroux d’Arconville veröffentlicht einen Aufsatz über die Geschichte der Fäulnis (Essai pour servir a l’histoire de la putréfaction).

### Sonstiges

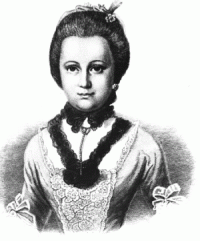
Käthchen Schönkopf

- Der Student Johann Wolfgang Goethe lernt in Leipzig die Wirtstochter Anna Katharina Schönkopf kennen. Das Verhältnis zu „Käthchen“ beeinflusst seinen Schreibstil in den nächsten Jahren erheblich.

## Geboren
- 1. Januar: Antoine-Vincent Arnault, französischer Schriftsteller († 1834)
- 19. Februar: William Dunlap, US-amerikanischer Maler und Schriftsteller († 1839)

- 22. April: Anne Louise Germaine de Staël, französische Schriftstellerin († 1817)
- 23. April: Carsten Tank, norwegischer Kaufmann und Politiker († 1832)
- 11. Mai: Isaak D’Israeli, englischer Schriftsteller und Literaturhistoriker († 1848)
- 23. Mai: Joseph von Zerboni di Sposetti, preußischer Beamter, Publizist, Dichter und Freimaurer († 1831)

- 6. Juli: Alexander Wilson, schottischer Ornithologe und Dichter († 1813)
- 9. Juli: Johanna Schopenhauer, deutsche Schriftstellerin († 1839)

- 1. August: Hanzo Njepila, sorbischer Volksschriftsteller († 1856)
- 12. August: Johann Christian Winckelmann, deutscher Verleger († 1845)
- 18. August: Franz Johann Joseph von Reilly, österreichischer Verleger, Kartograf und Schriftsteller († 1820)
- 22. November: Charlotte von Lengefeld, Ehefrau Friedrich Schillers († 1826)

## Gestorben

### Todesdatum gesichert

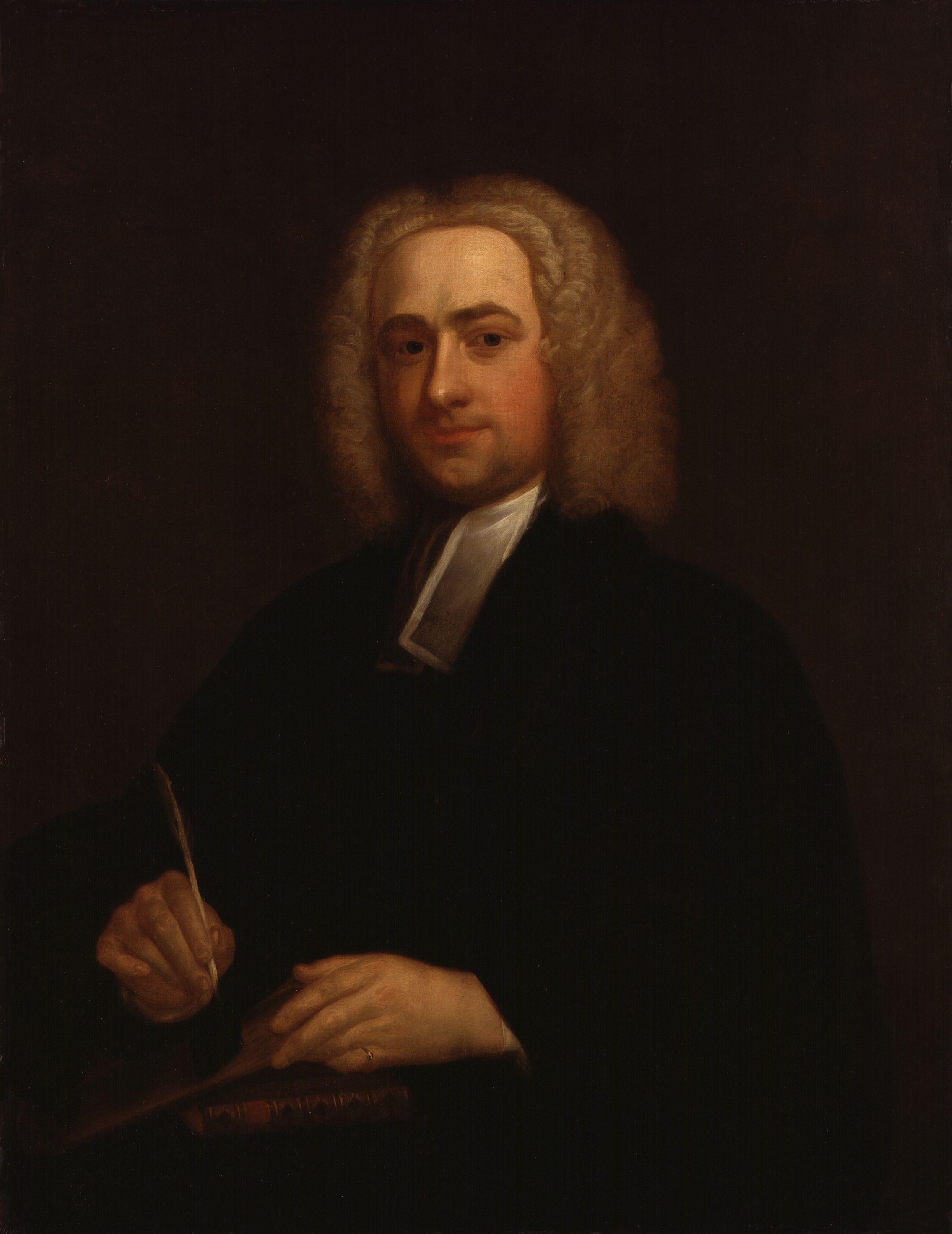
Thomas Birch, 1735

- 9. Januar: Thomas Birch englischer Historiker und Schriftsteller (* 1705)
- 6. März: Gottfried Tollmann, deutscher evangelischer Pfarrer und Kirchenlieddichter (* 1680)
- 13. März: Christian Gottlob Kändler, Rektor der Stadtschule in Sangerhausen und wissenschaftlicher Publizist (* 1703)
- 21. März: Hierotheus Confluentinus, katholischer Priester aus dem Fürstbistum Trier, Kapuziner, geistlicher Schriftsteller und Chronist (* 1682)

- 12. Mai: Michael Christoph Brandenburg, deutscher evangelisch-lutherischer Geistlicher, Dichter und Librettist (* 1694)
- 9. Juli: Jonathan Mayhew, britisch-nordamerikanischer unitarischer Theologe und politischer Autor (* 1720)

- 2. Oktober: Jacques Hardion, französischer Historiker, Übersetzer und königlicher Bibliothekar (* 1686)
- 6. Oktober: Jean Desgrouais, französischer Romanist, Sprachpurist und Lexikograf (* 1703)
- 8. Oktober: Carl Friedrich Richter, Berliner Baumeister und Architekt (* 1701)
- 31. Oktober: Franz von Som, Hamburger Jurist und Archivar (* 1688)

- 2. November: Matthäus Vogel, deutscher Jesuitenpater, Volksmissionar und religiöser Schriftsteller (* 1695)
- 3. November: Thomas Abbt, deutscher Schriftsteller und Philosoph (* 1738)
- 12. Dezember: Johann Christoph Gottsched, deutscher Schriftsteller, Dramaturg, Sprachforscher und Literaturtheoretiker (* 1700)

### Genaues Todesdatum unbekannt
- Johann Philipp Praetorius, deutscher Librettist (* 1696)